# Коте, Дени
Дени́ Коте́ (фр. Denis Côté; род. 16 ноября 1973, Перт-Андовер, Нью-Брансуик, Канада) — независимый канадский кинорежиссёр

, сценарист, кинопродюсер и кинокритик.
Экспериментальные фильмы режиссера были показаны на крупнейших международных кинофестивалях мира.

## Биография
Дени Коте родился 16 ноября 1973 года в городе Перт-Андовер — административном центре графства Виктория (канадской провинции Нью-Брансуик). Изучал киноискусство в франкофонном колледже Ahuntsic (фр. Collège Ahuntsic) в Монреале, после чего в 1994 году создал собственную кинокомпанию Nihilproductions, чтобы посвятить себя киноискусству. Около 10 лет Коте работал кинокритиком, писал, в основном, об авторском кино и по собственному заявлениям «любил „уничтожать“ ленты в своих обзорах». В 2005 году он покинул журналистику и снял свой дебютный полнометражный фильм «Северные штаты», который удостоился «Золотого леопарда» на кинофестивале в Локарно в конкурсе «Видео». Следующий фильм Котэ «Наши частные жизни» также был номинирован на «Золотого леопарда» в Локарно.
Фильм Коте 2008 года «Ей нужен хаос» снова принимал участие в Локарнскому кинофестивале и получил там «Серебряного леопарда» за лучшую режиссерскую работу.
В 2009 году снятую на стыке документального и игрового кино ленту Дени Коте «Каркас» было отобрано для участия в программе «Двухнедельник режиссеров» на 62-м Каннском международном кинофестивале.
Фильм Дени Коте «Кёрлинг» (2010) участвовал в конкурсной программе кинофестиваля в Локарно и принес режиссеру вторую подряд награду за лучшую режиссуру. В 2011 году ленту показали на Киевском международном кинофестивале «Молодость» в программе «French connection». Следующую, документальную работу Дени Котэ «Бестиарий» (2012), показали на «Молодости» 2012 года.
В 2013 году Котэ снял ленту «Вик и Фло увидели медведя», премьера которого состоялась на 63-м Берлинском международном кинофестивале в рамках основной конкурсной программы. Там она удостоилась приза Альфреда Бауэра как фильм, «открывающий новые пути в киноискусстве». Фильм также был показан в программе «French connection» на «Молодости» 2013 года.
В феврале 2016 года на 66-м Берлинском международном кинофестивале состоялась премьера фильма Дени Коте «Борис без Беатрис», которая принимала участие в главной конкурсной программе и соревновалась за главный приз — Золотого медведя. На 46-м Киевском международном кинофестивале «Молодость», где Дени Коте возглавлял жюри международного конкурса, фильм был показан в программе «French connection».